# ولاية البوسنة
ولاية البوسنة (بالتركية: Bosna Vilayeti)‏ كانت تقسيمًا إداريًا من المستوى الأول (ولاية) من الدولة العثمانية، تشمل تقريبًا منطقة دولة البوسنة والهرسك الحالية. تحدها من الجنوب ولاية قوصوة. قبل إعادة التنظيم إداريًا في 1867، كانت تسمى إيالة البوسنة. في أواخر القرن 19، كانت مساحتها ما يقارب 46,000 كم2.
انقطعت الولاية عن الحكم العثماني عمليًا بعد الحملة النمساوية المجرية في البوسنة والهرسك في 1878، ومع ذلك بقيت رسميًا لمدة 30 عامًا آخر حتى 1908، بالرغم من الحكم النمساوي المجري لها. هذا يستثني الهرسك القديمة والتي تنازلوا عنها لإمارة الجبل الأسود في 1878. في 1908 احتلت الإمبراطورية النمساوية المجرية الولاية وجعلتها إحدى مناطقها.

## التقسيمات الإدارية
سناجق الولاية:
1. سنجق البوسنة.
2. سنجق إزفورنك.
3. سنجق بانيالوكا.
4. سنجق الهرسك.
5. سنجق تراونيك.
6. سنجق بيهاتش.